# Megalebias
 Megalebias  és un gènere de peixos de la família Rivulidae i de l'ordre dels ciprinodontiformes.

## Taxonomia
- Megalebias cheradophilus (Vaz-Ferreira, Sierra de Soriano & Scaglia de Paulete, 1964)
- Megalebias elongatus (Steindachner, 1881)
- Megalebias monstrosus (Huber, 1995)
- Megalebias prognathus (Amato, 1986)
- Megalebias wolterstorffi (Ahl, 1924)[1][2][3][4]